# .test
.test jest zastrzeżoną nazwą domeny internetowej najwyższego poziomu.
Nazwa została zdefiniowana w czerwcu 1999 w RFC 2606, razem z .example, .invalid i .localhost.
Wykorzystuje się ją do podawania przykładowych stron np. w dokumentacjach lub testach.